# Édouard Corbedaine
Édouard Corbedaine, né Antoine, François, Joseph Corbedaine, est un homme politique français né le 11 novembre 1879 à Guinglange et mort à Thicourt (Moselle) le 17 octobre 1950.

## Biographie
Fils d'une veille famille de cultivateurs et d'une lignée de maire de Thicourt depuis 1826. Suivant la tradition familiale, Édouard Corbedaine entre en politique en 1908 sous l'Empire allemand en devenant maire de Thicourt puis, après la Grande Guerre, conseiller général du canton de Faulquemont en 1919, sous les couleurs de l'Alliance démocratique. En 1923, il est nommé membre de l'Office agricole de la Moselle et le préside un peu plus tard. Il est élu président de la Chambre d'agriculture de la Moselle en 1930 lors de sa création, dont il reste membre et président de droit malgré le fait que la Chambre ne se soit pas réactivée en 1945. En 1933, il devient sénateur de la Moselle et rejoint le groupe centriste de l'Union républicaine. Au Sénat, il participe aux discussions sur le thème de l'agriculture.
Le 10 juillet 1940, il ne prend pas part au vote sur la remise des pleins pouvoirs au Maréchal Pétain et se retire dans sa ville de Thicourt avant d'en être expulsé par les Allemands. À la Libération, il redevient conseiller général et maire de sa ville où il décède en octobre 1950 quelques jours avant de recevoir physiquement le grade d'Officier de la Légion d'Honneur. Il reste jusqu'à la fin de sa vie très actif dans différentes associations et institutions agricoles du département.

## Décoration
- Officier de la Légion d'honneur (2 août 1950)
- Chevalier de la Légion d'honneur (31 juillet 1929)
- Commandeur de l'ordre du Mérite agricole (7 mai 1948, en même temps que le grade d'officier du même ordre)
- Chevalier de l'ordre du Mérite agricole (1920)
- Officier de l'ordre des Palmes académiques

## Sources
- « Édouard Corbedaine », dans le Dictionnaire des parlementaires français (1889-1940), sous la direction de Jean Jolly, PUF, 1960 [détail de l’édition]
- « Édouard Corbedaine », La Documentation française, Dictionnaire des parlementaires français (1940-1958), 1988-2005 [détail des éditions]
- Dir. Jean El Gammal, François Roth et Jean-Claude Delbreil, Dictionnaire des Parlementaires lorrains de la Troisième République, Metz, Serpenoise, 2006 (ISBN 2-87692-620-2, OCLC 85885906, lire en ligne)